# Indrakila
Indrakila is een bestuurslaag in het regentschap Majalengka van de provincie West-Java, Indonesië. Indrakila telt 2050 inwoners (volkstelling 2010).